# Liste des districts dans le borough londonien de Lambeth
Ceci est une liste des districts du Borough londonien de Lambeth.
Le borough est principalement situé dans la zone postal SE et SW.

Lambeth dans le Grand Londres

## Districts
| District                                                                      | Ville postale | Zone postal/District                                              | Coordonnées                 | OS grid ref  |
| ----------------------------------------------------------------------------- | ------------- | ----------------------------------------------------------------- | --------------------------- | ------------ |
| Balham seulement 10% à 20%, également dans le Borough londonien de Wandsworth | LONDRES       | SW12, SW17                                                        | 51° 26′ 36″ N, 0° 09′ 09″ O | TQ285735     |
| Brixton                                                                       | LONDRES       | SW2, SW9, SE5                                                     | 51° 27′ 47″ N, 0° 06′ 22″ O | TQ315755     |
| Brixton Hill                                                                  |               |                                                                   | 51° 27′ 13″ N, 0° 07′ 14″ O | TQ3057674453 |
| Clapham                                                                       | LONDRES       | SW4, SW8, SW9, SW11, et SW12                                      | 51° 28′ N, 0° 08′ O         | TQ296754     |
| Clapham Park                                                                  | LONDRES       | SW2, SW4 et SW12                                                  | 51° 27′ 20″ N, 0° 08′ 19″ O | TQ2931474655 |
| Crystal Palace                                                                | LONDRES       | SE19, SE20, SE26                                                  | 51° 25′ 13″ N, 0° 04′ 14″ O | TQ341708     |
| Gipsy Hill                                                                    | LONDRES       | SE19, SE27                                                        | 51° 25′ 22″ N, 0° 05′ 05″ O | TQ332710     |
| Herne Hill                                                                    | LONDRES       | SE24                                                              | 51° 27′ 16″ N, 0° 05′ 37″ O | TQ325745     |
| Kennington                                                                    | LONDRES       | SE11                                                              | 51° 28′ 53″ N, 0° 07′ 11″ O | TQ305775     |
| Lambeth                                                                       | LONDRES       | SW2, SW4, SW8, SW9, SW12, SW16, SE1, SE5, SE11, SE19, SE24, SE27, | 51° 29′ 25″ N, 0° 07′ 09″ O | TQ305785     |
| Loughborough Junction                                                         | LONDRES       | SW9, SE5, SE24                                                    | 51° 27′ 58″ N, 0° 06′ 07″ O | TQ3182575887 |
| Oval                                                                          | LONDRES       | SW8, SW9, SE11                                                    | 51° 28′ 53″ N, 0° 07′ 11″ O | TQ305775     |
| Stockwell                                                                     | LONDRES       | SW9 et SW8 and a part of SW4                                      | 51° 27′ 48″ N, 0° 07′ 13″ O | TQ305755     |
| Streatham                                                                     | LONDRES       | SW2, SW16                                                         | 51° 25′ 40″ N, 0° 07′ 25″ O | TQ305715     |
| Streatham Hill                                                                | LONDRES       | SW2, SW16                                                         |                             |              |
| Tulse Hill                                                                    | LONDRES       | SW2, SE21, SE27                                                   | 51° 26′ 43″ N, 0° 06′ 33″ O | TQ315735     |
| Vauxhall                                                                      | LONDRES       | SW8                                                               | 51° 29′ 25″ N, 0° 07′ 09″ O | TQ305785     |
| Waterloo                                                                      | LONDRES       | SE1                                                               | 51° 30′ 05″ N, 0° 06′ 43″ O | TQ311797     |
| West Dulwich                                                                  | LONDRES       | SE21                                                              | 51° 26′ 00″ N, 0° 05′ 00″ O | TQ333722     |
| West Norwood                                                                  | LONDRES       | SE27                                                              | 51° 25′ 37″ N, 0° 05′ 44″ O | TQ325715     |

## Référence
- (en) Cet article est partiellement ou en totalité issu de l’article de Wikipédia en anglais intitulé « List of districts in the London Borough of Lambeth » (voir la liste des auteurs).